# Hylaeus rinki
Hylaeus rinki — вид перетинчастокрилих комах родини коллетід (Colletidae).

## Поширення
Hylaeus rinki поширений на великих територіях Палеарктики. Трапляється від Франції через Центральну та Східну Європу до Сибіру та Китаю. В Європі на півночі вид поширений у Скандинавії (до 60° пн. ш.) і на південь до Австрії. Мешкає в лісах, на узліссях, живоплотах і протипаводкових дамбах. Особливо часто трапляється там, де ростуть ожина та малина.

## Опис
Бджола завдовжки приблизно до 7-9 мм, що є відносно великим розміром для представників роду. Самці мають жовте обличчя, для них характерний потовщений базальний сегмент вусиків (лопатка), жовтий спереду і чорний ззаду. Самці і самиці переважно чорні, з рідкісними жовтими плямами. Їхні тіла майже не вкриті щетинками.

## Спосіб життя
В Європі літає в одному поколінні з червня по серпень. Для створення гнізда прогризає нірку у стеблі ожини та малини (Rubus). Одна за одною створюється до 12 лунок розплоду, які відокремлені одна від одної перегородками з частинок серцевини. Самиці приносять туди пилок різних рослин для живлення личинок. Сплячка відбувається як відпочиваюча личинка. У гніздах H. rinki паразитує оса Gasteruption sectator.